# The High Strung
I The High Strung sono una band statunitense di Detroit nel Michigan.

## Storia
La band si è formata a Williamsburg a Brooklyn, quando i membri della ex band East Lansingband The Masons, hanno cambiato il loro nome e ha aggiunto Stocker al gruppo. Il chitarrista Stephen Palmer è entrato nel gruppo poco dopo la registrazione della canzone Dragon Dicks.

La band attuale è composta dal cantante e chitarrista Josh Malerman, dal bassista Ciad Stocker, e dal batterista Derek Berk.

## Formazione

### Formazione attuale
- Josh Malerman - voce e chitarra
- Ciad Stocker - basso
- Derek Berk - batteria

### Ex componenti
- Jason "Berko" Berkowitz
- Mark Owen

## Discografia

### Album Studio
- 2000 -  As Is
- 2001 - Soap
- 2002 - Sure as Hell
- 2002 -  Hannah (or "The Whale")
- 2003 - These are Good Times
- 2003 - Follow Through On Your Backhand
- 2006 - Moxie Bravo
- 2007 - Get the Guests
- 2008 - CreEPy
- 2009 - Ode to the Inverse of the Dude
- 2010 - Live At Guantanamo Bay, Cuba (Download Only)
- 2010 - Dragon Dicks
- 2011 - Clown Car
- 2012 - ¿Posible o' Imposible?
- 2014 - I, Anybody

## Nella cultura di massa
- Nel 2004, hanno lasciato il loro bus tour ai piedi dei gradini del Rock and Roll Hall of Fame[1].
- Nel 2005, hanno cominciato a visitare le biblioteche in tutto lo stato del Michigan, per un episodio di This American Life su Chicago Public Radio dal titolo " Dewey Decibel Sistema"[2].
- Gli High Strung sono stati intervistasti per una rivista di musica indie, Daytrotter[3] nel settembre 2006 in un articolo intitolato "The High Strung: A Tattered Atlas for a Co-Pilot and a Friend in Uncle Bob"[4] per il loro modo di Lavorare, e per il rapporto con il cantautore e chitarrista e leader del gruppo Guided by Voices Robert Pollard.
- Un articolo è uscito riguardante la band su Time Out New York nel giugno del 2007[5]
- La loro canzone "The Luck You Got" dall'album del 2006 Moxie Bravo viene utilizzato come sigla iniziale per la versione statunitense della serie televisiva Shameless.